# Botrydesmus cryptus
Botrydesmus cryptus är en mångfotingart som beskrevs av Chamberlin 1940. Botrydesmus cryptus ingår i släktet Botrydesmus och familjen Stylodesmidae. Inga underarter finns listade i Catalogue of Life.